# Хејнс (Северна Дакота)
Хејнс (енгл. Haynes) град је у америчкој савезној држави Северна Дакота.

## Демографија
По попису из 2010. године број становника је 23, што је 4 (21,1%) становника више него 2000. године.
| Група             | 2000.      | 2010.      |
| Белци             | 17 (89,5%) | 18 (78,3%) |
| Афроамериканци    | 0 (0,0%)   | 0 (0,0%)   |
| Азијати           | 0 (0,0%)   | 0 (0,0%)   |
| Хиспаноамериканци | 0 (0,0%)   | 0 (0,0%)   |
| Укупно            | 19         | 23         |